# Marie Svensson
Marie Kristin Svensson (ur. 9 sierpnia 1967 w Simrishamn) – szwedzka tenisistka stołowa, mistrzyni Europy. 
Siedmiokrotnie była medalistką Starego Kontynentu. Życiowy sukces odniosła podczas mistrzostw Europy w Birmingham (1994) gdzie zdobyła złoty medal w grze pojedynczej. Dwukrotnie zdobyła tytuł wicemistrzowski w grze mieszanej i raz w grze podwójnej.
Trzykrotnie, bez sukcesów startowała w igrzyskach olimpijskich (1992, 1996, 2000), a w mistrzostwach świata najlepszym jej występem był turniej w Tiencinie (1995), gdzie zdobyła brązowy medal w grze mieszanej. Ponadto była druga w Wiedniu w Europa Top 12 (1992).